# Juan García Iranzo
Juan García Iranzo (Muniesa, 20 de setembre de 1918 - Barcelona, 3 de febrer de 1998) va ser un autor de còmic de l'època clàssica del còmic espanyol, creador de la cèlebre sèrie El Cachorro, entre moltes d'altres. De vegades firmava com Iribarren.

## Biografia
A la mort del seu pare, en 1928, es trasllada a Barcelona, on cursa estudis de Belles Arts fins a la Guerra Civil. Després de la contesa, inicia la seva carrera professional en el camp de l'animació, treballant tant per a Dibsono Films com per a Dibujos Animados Chamartín. Entre 1942 i 1944 participa en la creació dels curtmetratges Garabato i Civilón, al costat d'altres futurs autors clau del còmic de l'època, com Escobar, Cifré i Conti. En 1944 comença a treballar fent còmics, creant dues sèries per a la revista Leyendas Infantiles, de Hispano Americana de Ediciones: el western Dick Norton, el héroe del Far West i la humorística Antonio Barbas Heredia. Per aquella mateixa època col·labora habitualment a la revista Chicos, per a la qual escriu i dibuixa diverses sèries d'aventures, com La ciudad del gong (1944), El pirata desconocido (1945) i La cruz de fuego (1945), que firma amb el segon cognom de la seva mare, com J. Iribarren.
La primera meitat dels anys quaranta diverses editorials d'historieta comencen a explotar el format de quaderns d'aventures apaïsats, d'origen italià, consagrats a un sol personatge. En aquest format, Iranzo crea per a Ediciones Toray la sèrie El capitán Coraje (1944), de la que es van publicar 43 números i tres almanacs. En 1947 accepta la proposada d'Editorial Bruguera per incorporar-se a l'equip de col·laboradors del setmanari humorístic Pulgarcito, al que aporta les historietes còmiques de La familia Pepe, i col·labora també amb altres revistes d'humor, com Chispa i Garabatos.
Des de 1949 continua alternant els còmics d'aventures amb les historietes humorístiques. Entre els primers destaquen: 
- Rayo Kit (Toray, 1949)
- El Cachorro (Bruguera, 1951)
- El Capitán Veneno (revista Trampolín, 1951)
- Herencia accidentada (Editorial Iranzo, 1959)
- Dick Relámpago, el rey de la pradera (Toray, 1960)

Les historietes humorístiques més destacades en aquests anys van ser:
- La familia Castaña (revista Chispa, 1949)
- Perico y Frescales, los dos iguales (revista Trampolín, 1951)
- Listón y Tarugo (revista Trampolín, 1952)
- Don Generoso (revista Pulgarcito, 1954)
- Violeto García (Suplementos de Historieta de El DDT, 1959)

Va realitzar també dues sèries de ciència-ficció: Kosman (Editorial Iranzo 1960) i Aventures de Pepito Rayo y Nina (Toray 1946).
Durant les dècades següents, Iranzo va continuar la seva abundant producció de còmic, recuperant el personatge de Dick Norton, en 1975 i realitzant col·laboracions humorístiques per a la revista Tele-Radio. A finals dels anys 1980 va dibuixar a la revista Makoki la paròdia Don Cipote de la Mancha. Poc abans de la seva mort estava tornant a treballar en un dels seus clàssics, La família Pepe.

## Estil i influències
El Cachorro va ser la primerenca inspiració d'autors espanyols posteriors, com Carlos Giménez de tal manera que aquest encara manifestaria a les seves obres madures "una concreció, un sentit de la finitud" en el dibuix, i cert maniqueisme en l'argumental heretats de l'autor aragonès.